# フランソワ1世 (ブルターニュ公)
フランソワ1世（François Ier de Bretagne, ブルトン語：Frañsez Iañ, 1414年5月14日 - 1450年7月18日）は、ブルターニュ公（在位：1442年 - 1450年）。ブルターニュ公ジャン5世（6世）とフランス王シャルル6世の娘ジャンヌ・ド・フランスの長男でピエール2世の兄。

## 生涯
1431年2月、百年戦争で争うイングランドとフランスの間で動向が定まらない父を繋ぎ止めるため、フランスの有力者ヨランド・ダラゴンが父と交渉してブルターニュとフランス間で和睦を結び、8月にヨランドと夫のアンジュー公ルイ2世の娘でシャルル7世の王妃マリー・ダンジューやロレーヌ公ルネの妹であるヨランドと結婚した。父の死により1442年に公位を継承、妻に先立たれていたため同年にイザベラ・ステュアートと再婚した。
ブルターニュと国境を接するノルマンディーのイングランド軍に反感を抱いていたため、イングランドからの領土奪回を推進する叔父のリッシュモン大元帥（後のアルテュール3世）を支援する一方、1445年に親英派の弟ジルと対立して彼がイングランドへ内通したため投獄した。1449年にイングランド軍がフージェールを奪うと反撃としてノルマンディー遠征に乗り出すフランスに全面協力、叔父が指揮するノルマンディー征服作戦で援軍を率いて西部からノルマンディーの都市を占領した。
1450年、ジル助命を願い出る叔父と対立して兵の供出を止めたが、4月15日のフォルミニーの戦いで叔父の率いるフランス軍がイングランド軍に大勝利した後、一転して叔父に協力、麾下のブルターニュ軍を叔父へ委ねた後、7月18日に36歳で死去した（ジルも同年に獄死）。フランソワ1世の死後、公位は弟でジルの兄ピエール2世、叔父アルテュール3世、従弟で娘婿であるフランソワ2世へと継がれ、傍系継承が続いた。

## 子女
最初の妃ヨランド（1412年 - 1440年）との間に1人息子をもうけたが夭折している。
- ルノー（1434年 - 1439年）

ヨランドと死別後の1442年、スコットランド王ジェームズ1世の次女でルイ11世の最初の妃マーガレット・ステュアートの妹であるイザベラ・ステュアートと再婚した。イザベラとの間に2女をもうけている。
- マルグリット（1443年 - 1469年） - 父の従弟にあたるブルターニュ公フランソワ2世と結婚。
- マリー（1444年 - 1506年） - ロアン子爵ジャン2世と結婚